# Лавинный пробой
Лави́нный пробо́й — электрический пробой в диэлектриках и полупроводниках, обусловленный тем, что, разгоняясь в сильном электрическом поле на расстоянии свободного пробега, носители заряда могут приобретать кинетическую энергию, достаточную для ударной ионизации атомов или молекул материала при соударениях с ними. На данном эффекте основано функционирование ряда твердотельных приборов, в частности, лавинных фотодиодов.

## Физика эффекта

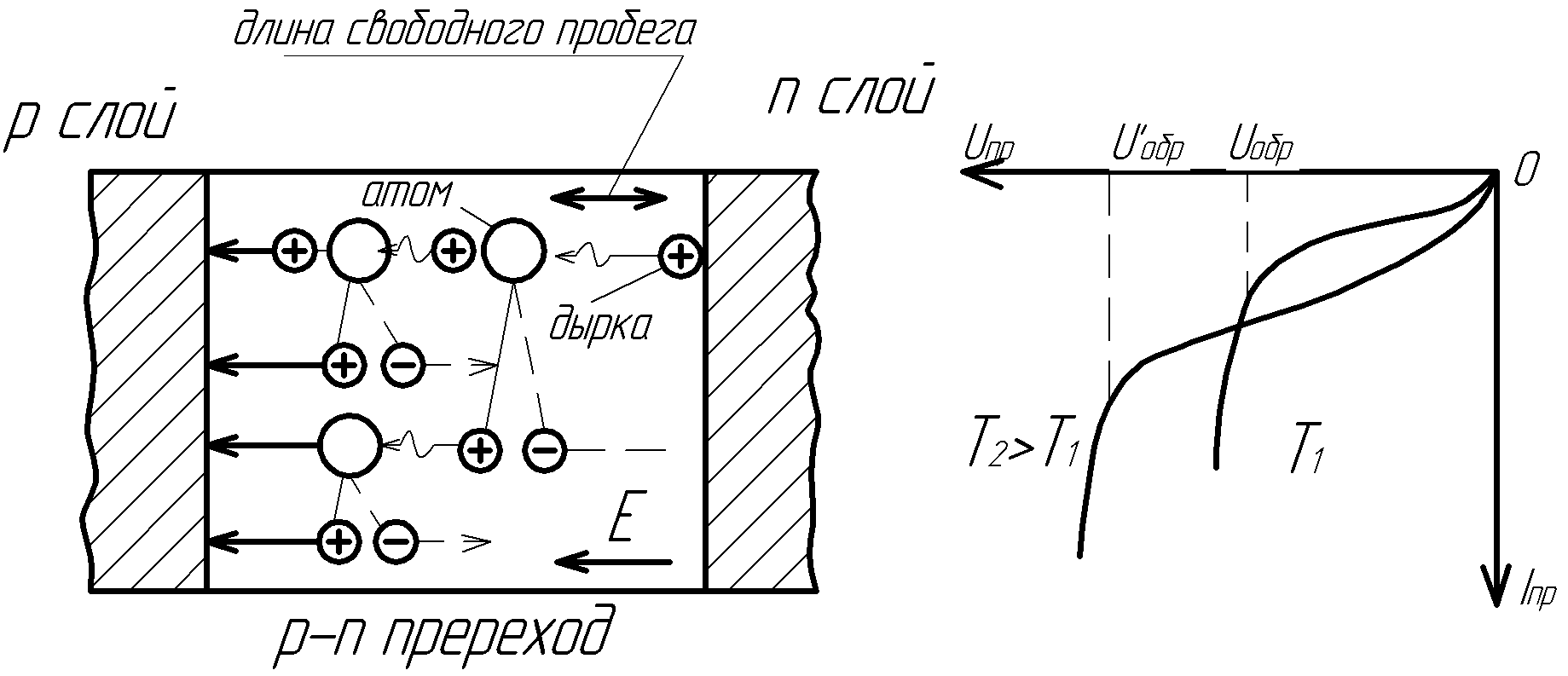
Лавинный пробой в p-n-переходе при обратном смещении. Слева — схема развития пробоя, справа — вольт-амперные характеристики обратносмещённого перехода.

В большинстве случаев носителями заряда в диэлектриках и полупроводниках выступают противоположно заряженные электроны и дырки (реже — электроны и ионы, или только один тип частиц, скажем, электроны). Если в материале создано электрическое поле, при движении в нём частицы увеличивают свою энергию и могут генерировать дополнительные электронно-дырочные пары посредством ударной ионизации атомов вещества. Вторичные электроны и дырки также начинают разгоняться электрическим полем и участвовать в ударной ионизации. Нарастание числа задействованных носителей заряда происходит лавинообразно, отсюда название пробоя.
Объектом, в котором рассматривается пробой, часто является полупроводниковый p-n-переход при обратном напряжении (обр., «плюс» на n-области). По величине требующееся напряжение {\displaystyle U_{b}} (b — от англ. breakdown, пробой) может составлять от единиц до тысяч вольт, оно нарастает при понижении концентрации акцепторов {\displaystyle N_{A}} или доноров {\displaystyle N_{D}} (обычно более значима концентрация в менее легированной области). Характерные величины напряжённости поля {\displaystyle F} в зоне лавинного пробоя составляют 108 В/м и выше. Так как при повышении температуры {\displaystyle T} снижается длина свободного пробега, начало лавинного пробоя при нагревании смещается в сторону бо́льших напряжений. На вольт-амперной характеристике структуры пробой проявляется быстрым, почти вертикальным нарастанием тока {\displaystyle I} с напряжением {\displaystyle U}; приложить к переходу постоянное смещение более {\displaystyle U_{b}} оказывается невозможно. При изготовлении силовых приборов, в которых реализуется лавинный пробой, предпринимаются меры для их защиты от паразитного поверхностного пробоя при сравнительно низких напряжениях.

## Условия возникновения
Если ударная генерация новых электронно-дырочных пар осуществляется и электронами, и дырками, то при определённых условиях (которые и считаются условиями пробоя) фактор умножения носителей на некотором участке {\displaystyle x=0\ldots L} математически может уйти в бесконечность. При этом ток через него тоже «пытается» стать бесконечным, а на практике его ограничивает сопротивление прилегающих областей, заштрихованных на рисунке. Размер {\displaystyle L} — это ширина области объёмного заряда p-n-перехода, то есть всей незаштрихованной области. 
Условия пробоя по-разному записываются в зависимости от геометрии структуры. Для одномерного p-n-перехода при одинаковых коэффициентах ударной ионизации электронами и дырками {\displaystyle \alpha _{n}=\alpha _{p}=\alpha } оно имеет вид
{\displaystyle \int _{0}^{L}\alpha (F(x))=1},
где {\displaystyle F(x)} — координатная зависимость поля, рассчитываемая для заданного напряжения {\displaystyle U} на клеммах. При неодинаковых коэффициентах должно быть выполнено одно из соотношений
{\displaystyle \int _{0}^{L}\alpha _{p}\exp \left[-\int _{0}^{x}(\alpha _{p}-\alpha _{n})\,dx'\right]dx=1,\qquad \int _{0}^{L}\alpha _{n}\exp \left[-\int _{x}^{L}(\alpha _{n}-\alpha _{p})\,dx'\right]dx=1},
где все коэффициенты предполагаются зависящими от {\displaystyle F} в соответствующей точке.
Имеются также эмпирические выражения для оценки напряжения пробоя {\displaystyle U_{b}} по заданной концентрации примеси {\displaystyle N} в более слабо легированной области перехода, например
{\displaystyle U_{b}\approx 60\cdot \left({\frac {E_{g}}{1.1}}\right)^{3/2}\left({\frac {N}{10^{16}}}\right)^{-3/4}}.
Здесь {\displaystyle E_{g}} — ширина запрещённой зоны материала (в эВ), {\displaystyle N} подставляется в см-3, а результат будет в вольтах.
Если же генерация осуществляется только одним типом носителей (электронами), то пробой реализоваться не может, несмотря на лавинное и, возможно, резкое нарастание числа частиц и тока (похожее на пробой настолько, что может не быть смысла разграничивать такую ситуацию и буквальный пробой).

## Применение эффекта
На явлении лавинного пробоя в полупроводниках основана работа стабилитронов, ЛИЗМОП-структур, лавинно-пролётных диодов, лавинных фотодиодов и др. В этом классе приборов лавинный пробой обратим, если не превышен предельно допустимый ток (лимитирование осуществимо схемотехническими средствами); иначе может произойти разрушение полупроводниковой структуры.